# Пухберг-ам-Шнеберг
Пухберг-ам-Шнеберг (нем. Puchberg am Schneeberg) — ярмарочная коммуна (нем. Marktgemeinde) в Австрии, в федеральной земле Нижняя Австрия.
Входит в состав округа Нойнкирхен. Население составляет 2722 человека (на 31 декабря 2005 года). Занимает площадь 83,17 км². Официальный код — 3 18 26.

## Политическая ситуация
Бургомистр коммуны — Михель Кнабль (СДПА) по результатам выборов 2005 года.
Совет представителей коммуны (нем. Gemeinderat) состоит из 21 места.
- СДПА занимает 12 мест.
- АНП занимает 9 мест.